# 圣伯多禄圣保禄主教座堂 (普罗维登斯)
圣伯多禄圣保禄主教座堂（Cathedral of Saints Peter and Paul）是一座罗马天主教的主教座堂，位于美国罗德岛州首府普罗维登斯。天主教普罗维登斯教区的主教座堂，罗曼式，1873年设计，1975年列入国家史迹名录。

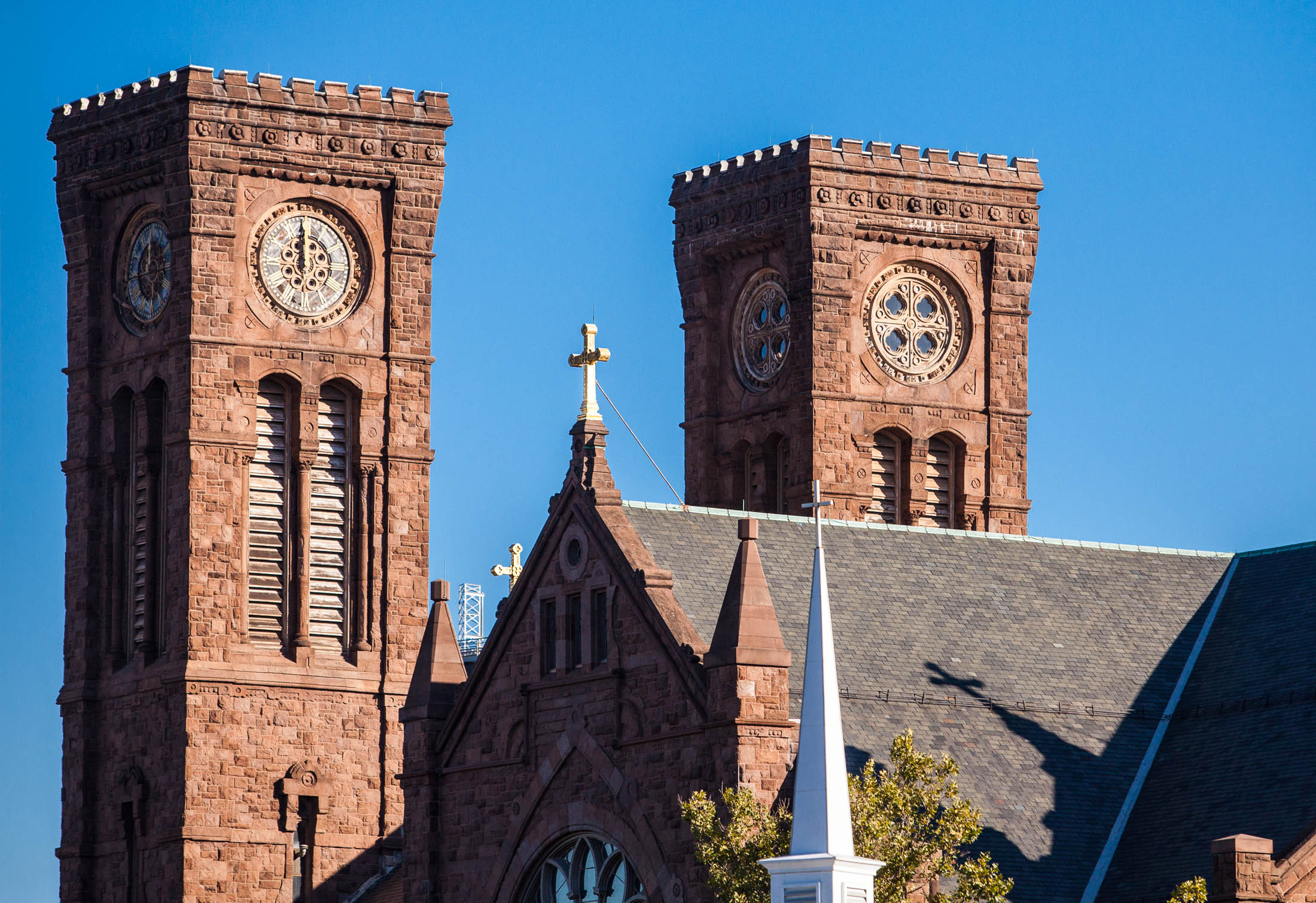
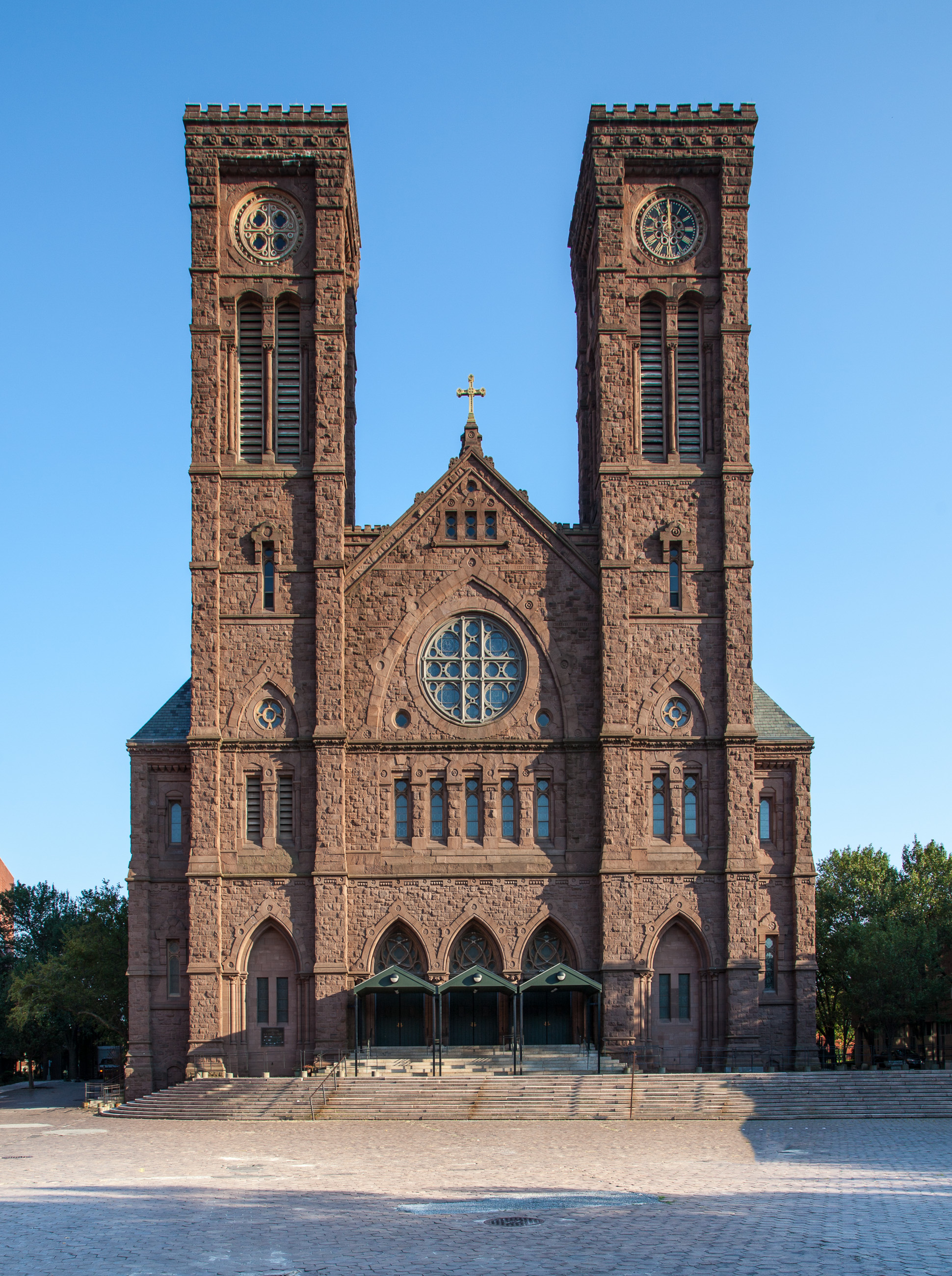